# Adolph Francis Alphonse Bandelier
Adolph Francis Alphonse Bandelier, född 6 augusti 1840, död 18 mars 1914, var en schweizisk och amerikansk arkeolog. Hans forskning gällde de inhemska kulturerna i sydvästra USA, Mexiko och Sydamerika. Han immigrerade till USA med sin familj som ung och övergav familjeföretaget, för att studera i de nya områdenas arkeologi och etnologi. Bandelier National Monument i New Mexico är uppkallat efter honom, eftersom hans forskning dokumenterade betydelsen av detta område i Jemez-bergen. Platsen syftar till att arkeologiskt och historiskt bevara platser med lämningar efter Ancestral Puebloans från två olika epoker under tiden 1150 till 1600 e.Kr. Han invalde i American Antiquarian Society i april 1881.

## Biografi
I synnerhet företog han arkeologiskt och etnologiskt arbete bland indianerna i sydvästra USA, Mexiko och Sydamerika.
Med början på sina studier i Sonora (Mexiko), Arizona och New Mexico, utvecklades Bandelier till en ledande auktoritet i denna regions historia. Med F. H. Cushing och hans efterträdare blev han en av de ledande auktoriteterna på dess förhistoriska civilisation, vid en tidpunkt då arkeologi och etnologi var nya studieområden.
Bandelier föddes i Bern som son till Adolphe-Eugène Bandelier (1812–1897) och emigrerade tidigt med sin familj till USA. Familjen bosatte sig i Highland, Illinois, ett samhälle som grundats av andra schweiziska invandrare. Bandelier gick i skola där. Han studerade sedan  i Schweiz men hans studier är okända och återvände sedan till USA. Han arbetade i familjeföretaget som ung men var olycklig i arbetet. Han blev under studier 1873 bekant med antropologen Lewis Henry Morgan från New York. För att stödja Morgans tes att det aztekiska samhället i huvudsak var som det demokratiska Iroquois, publicerade Bandelier tre kraftigt dokumenterade artiklar i Peabody Museums årsrapporter. Snart var han helt uppslukad av arkeologi och etnologi och började sitt arbete bland Nordamerikas indianer.
Under lång tid strövade han sedan omkring i sydvästra USA tillsammans med Charles F. Lummis. De var på jakt efter sedan länge svunna kulturer. Han reste från Sonora genom Arizona och New Mexico och han beskrev alla observationer utmed resvägen i detalj. I byn Isleta i New Mexico träffade Bandelier sin senare mångårige vän fader Anton Docher. Han hade tjänat där som präst sedan 1891 och var känd som Padre of Isleta.  Bandelier reste tusentals mil med Lummis. De färdades genom de torraste områdena i världen. De besökte Grand Canyon och Pecos, och träffade på olika byar. Detta torra område kom att bli kärnområde för studier inom den nordamerikanska arkeologin. Bandelier blev med sina studier en ledande auktoritet på den förhistoriska befolkningen i Amerika.
År 1890 publicerade han sitt mest kända verk: The Delight Makers. Det en skrivit i romanform med material från vetenskapens område Han förpackar sina arkeologiska och etnologiska fynd och iakttagelser i en kärleksroman. Romanen bakgrund, beskrivningar av seder och bruk, trosföreställningar och riter bygger på hans verkliga observationer. Bandelier hade själv sett, träffat och talat med de indianer som fortfarande bodde i de sista pueblos. Detta privilegium förnekades hans efterträdare då förstörelsen av pueblos och fördrivningen av den inhemska befolkningen av ursprungsamerikaner gjorde att den levande kulturen försvann och ersattes av tvångsassimileringen av  invånarna. Han använde också gamla spanska källor för att komplettera sina källor.
År 1892 lämnade han sydvästra USA för att resa och bedriva forskning i Ecuador, Bolivia och Peru. Han fortsatte där sina etnologiska, arkeologiska och historiska undersökningar. I det sydvästra USA var en del av hans arbete kopplat till Hemenways arkeologiska expedition. Inom det andra området arbetade han för Henry Villard  och samtidigt för American Museum of Natural History. Bandelier påvisade olika falska historiska myter, särskilt visas det i hans slutsatser om inkacivilisationen i Peru.
Under sitt arbeta i New Mexico, fick Bandelier några långvariga vänner. Det var redan omnämnde franskfödde missionären Anton Docher, som hade tjänat Tiwa-folket sedan 1891 och var känd som Padre of Isleta. En andra vän var den amerikanske journalisten och författaren Charles Fletcher Lummis, som också skrev om etnologi. Lummis reste med Bandelier en tid i även i Sydamerika, innan han återvände till sin utgångspunkt i Los Angeles.
Att Bandelier talade flytande engelska, franska, spanska och tyska, samt olika indianspråk och dialekter var av stor vikt i arbetet. Han dog under en resa 1914 i Sevilla, Spanien. Tidningen El Palacio i Santa Fé skrev: "Bandeliers död, en oersättlig förlust!"

## Utvald bibliografi

### Harvard University, Peabody Museum of American Archaeology and Ethnology, Annual Reports, 1877, 1878, 1879
- On the Art of War and Mode of Warfare of the Ancient Mexicans 1877
- On the Distribution and Tenure of Lands and the Customs with respect to Inheritance among the Ancient Mexicans 1878
- On the Social Organization and Mode of Government of the Ancient Mexicans 1879

### From thePapersof the Archaeological Institute of America, American Series, constituting vols. I-V.
- Historical Introduction to Studies among the Sedentary Indians of New Mexico, and Report on the Ruins of the Pueblo of Pecos (1881)
- Report of an Archaeological Tour in Mexico in 1881 (1884)
- Final Report of Investigations among the Indians of the South-Western United States (1890–1892, 2 vols.)
- Contributions to the History of the South-western Portion of the United States carried on mainly in the years from 1880 to 1885 (1890)

- "The Romantic School of American Archaeologists" (New York Historical Society, 1885)
- The Gilded Man (El Dorado) and other Pictures of the Spanish Occupancy of America (1893)
- On the Relative Antiquity of Ancient Peruvian Burials (American Museum of Natural History, Bulletin, v. 30, 1904)
- Aboriginal Myths and Traditions concerning the Island of Titicaca, Bolivia. (1904)
- The Journey of Alvar Nuñez Cabeza de Vaca ... from Florida to the Pacific, 1528-1536 (editor, translated into English by his wife; 1905).
- The Islands of Titicaca and Koati(1910)

Huvudverk om pueblos.
- The Delight Makers (1890),en roman om puebloindianernas liv.